# José Pacheco
José Pacheco (Mondoñedo, província de Lugo, 1784 - 1865) fou un professor i organista gallec.
Començà la seva carrera musical com a nen de cor en la basílica del seu poble natal. La mort dels seus pares enfosquí l'esdevenidor del jove Pacheco; però el Capítol, comprenent el seu mèrit, disposà que el mestre de capella Santaballa el recollís i l'ensenyes a ca seva. En morir aquest el 1805 i restant vacant la seva plaça en la catedral, el Capítol nomenà Pacheco per ocupar-la, el febrer de l'any següent, amb gran oposició del prelat, a causa de la curta edat de Pacheco.
Passà a Santiago de Compostel·la a completar la seva educació musical amb el canonge López, mestre de la capella compostel·lana, i des d'allà envià a Mondoñedo el seu Miserere, magnifica inspiració del geni, i potser la superior de les seves produccions. Obligat per les circumstàncies, el 1808, afanyà el seu ingrés en l'orde sacre, sense tenir vocació per a ell, reben la dalmàtica del bisbe Aguiar per no vestir l'uniforme de soldat. Però no volgué avançar cap pas més en el sacerdoci, perquè no s'ordenà de diaca.
La substantivitat de l'artista havia de reflectir-se amb gran força en les seves obres musicals. Elegant, florit, més inclinat a la dolcesa que a l'energia, de vena rica, suau en l'expressió, tan natural i senzill com fluid i tendre. Pacheco inunda les seves composicions amb tal bellesa artística, que eleva en elles el pedestal més segur de la seva glòria.
Entre les seves millors pàgines figura el ja citat Miserere, el salm Dixit Dominus, amb belles de primer ordre, que va compondre el 1816 per a presentar als opositors de la plaça d'organista d'Oviedo en els exercicis presidits per ell mateix, i l'Oficio de difuntos, que va escriure el 1832, després d'un viatge a Madrid, on es relacionà amb el cèlebre Ramon Carnicer i Batlle, i escoltà les òperes de Rossini, Bellini i altres compositors italians de l'època, els quals influïren molt en el seu estil, produint la nova fase amb què apareix en aquesta última obra, exornada amb totes les gales de la més fresca inspiració.
A Mondoñedo, Madrid, Sevilla, Oviedo, Santiago i altres punts d'Espanya i de l'estranger deixà una multitud de bones pàgines. Dominava tots els gèneres, com o demostra la selecta col·lecció que va compondre, de Villancicos y cantares gallegos, muñeiras i alboradas. Exercí durant seixanta anys les funcions de mestre de capella de la catedral de Mondoñedo.